# Parasipyloidea shiva
Parasipyloidea shiva är en insektsart som först beskrevs av John Obadiah Westwood 1859.  Parasipyloidea shiva ingår i släktet Parasipyloidea och familjen Diapheromeridae. Inga underarter finns listade i Catalogue of Life.